# Pablo Sicilia
Pablo Sicilia Roig (Las Palmas, 10 settembre 1981) è un ex calciatore spagnolo, di ruolo difensore.